# Прокошево (Нижньогородська область)
Прокошево (рос. Прокошево) — присілок в Кстовському районі Нижньогородської області Російської Федерації.
Населення становить 1753 особи. Входить до складу муніципального утворення Прокошевська сільрада.

## Історія
Від 2009 року входить до складу муніципального утворення Прокошевська сільрада.

## Населення
| 2002 | 2010  |
| ---- | ----- |
| 1684 | ↗1753 |